# مترونيت
مترونيت (بالعبرية: מטרונית) هو عبارة عن نظام نقل داخلي سريع بالحافلات يخدم مدينة حيفا وضواحيها شمالي إسرائيل. بدأت الخدمة في أغسطس 2013، ومنذ 15 أكتوبر 2021 تقوم شركة سوبربوس (بالعبرية: סופרבוס) بتولي مهام تشغيله خلفًا لشركة دان في الشمال (بالعبرية: דן בצפון دان بتسافون). يتكون المترونيت من 120 حافلة ذات سعة كبيرة بطول 18.75 متر، وبسعة نحو 120-140 راكب لكل منها. يخدم المتروينت كل من منطقة الكرايوت، وخليج حيفا، والمدينة التحتى، وهدار الكرمل، وغرب حيفا. بدأت أعمال إنشاء المشروع في عام 2007، واستمرت حتى صيف 2013. في البداية عمل المترونيت لفترة تجريبية استمرت لعدة أشهر حتى ديسمبر 2013.

## التسمية
كان اسم مترونيت واحد من بين حوالي 500 اسم تم اقتراحه من السكان المحليين في مسابقة لاختيار اسم لنظام النقل هذا. وقد تم اختياره لعدةِ أسبابٍ، حيث أنه من السهل النطق به، وجذابٌ وفريدٌ من نوعه. كما أن الاسم باللغة العبرية يعني «المرأة المحترمة» أو «السيدة». ويتميز بقربه وتشابهه بأسماء مواصلات نقل أخرى في حيفا مثل كرمليت (قطار تحت الأرض) وشخونتيت (ميكروباص).

## الخطوط
هناك خمسة خطوط، يعمل الخط الأول من محطة كرايوت المركزية -شمال الكرايوت- إلى محطة حوف هكرمل المركزية. ويعمل الخط الثاني من كريات آتا إلى محطة قطار بات غاليم. ويعمل الخط الثالث من محطة كرايوت المركزية إلى حي هدار الكرمل في حيفا. ويعمل الخط الرابع من محطة كرايوت المركزية إلى محطة حوف هكرمل المركزية مرورًا بأنفاق الكرمل. ويعمل الخط الخامس على شكلين الأول من ياغور إلى هدار الكرمل مرورًا بنيشر والآخر من ياغور إلى مستشفى رمبام ومحطة قطار بات غاليم مرورًا بنيشر والمدينة التحتى.
| الخط           | الرمز | الطول (كم) | المدن                               | الافتتاح | المسار | عدد المحطات | ساعات العمل                                                                                     | وقت الرحلة التقريبي |
| -------------- | ----- | ---------- | ----------------------------------- | -------- | --- | ----------- | ----------------------------------------------------------------------------------------------- | ------------------- |
| الخط الأحمر    | קו 1  | 25 كم      | كريات موتسكين • كريات بياليك • حيفا | 2013     | محطة كرايوت المركزية – كريات موتسكين – كريات حاييم – تقاطع كريات آتا – حوتسوت همفراتس – مصافي النفط – مركزيت همفراتس – جسر باز – المدينة التحتى – كريات هممشلاه – محطة قطار مِركاز هَشْمُونَاه – المستعمرة الألمانية – بات غاليم – جادة ههغناه – المقبرة – مركز المؤتمرات – محطة حوف هكرمل المركزية | 38 محطة     | كل 4–8 دقائق خلال ساعات النهار (6:00–20:00)، كل 10–20 دقيقة في الليل (20:00–5:00). (خدمة 24/7)  | 65 دقيقة            |
| الخط الأزرق    | קו 2  | 18 كم      | كريات آتا • حيفا                    | 2013     | كريات آتا – مركز شرطة زفولون – تقاطع كريات آتا – مركزيت همفراتس – المدينة التحتى – كريات هممشلاه – محطة قطار مِركاز هَشْمُونَاه – مستشفى رمبام – محطة قطار بات غاليم | 33 محطة     | كل 6–10 دقائق خلال ساعات الذروة، كل 12–30 دقيقة خارج أوقات الذروة. (لا خدمة ليلية أو يوم السبت) | 52 دقيقة            |
| الخط الأخضر    | קו 3  | 16 كم      | كريات موتسكين • كريات يام • حيفا    | 2013     | محطة كرايوت المركزية – كريات يام – كريات حاييم – حوتسوت همفراتس – مصافي النفط – مركزيت همفراتس – جسر باز – الحليصة – سوق تلبيوت – هدار والعكس (خط دائري) | 30 محطة     | كل 10 دقائق خلال ساعات الذروة، كل 12–60 دقيقة خارج أوقات الذروة. (لا خدمة ليلية أو يوم السبت)   | 50 دقيقة            |
| الخط البنفسجي  | קו 4  | 21 كم      | كريات موتسكين • كريات بياليك • حيفا | 2022     | محطة كرايوت المركزية – كريات موتسكين – كريات حاييم – تقاطع كريات آتا – حوتسوت همفراتس – مصافي النفط – مركزيت همفراتس – أنفاق الكرمل – غراند كانيون – مركز المؤتمرات – محطة حوف هكرمل المركزية                                                                                                  | 23 محطة     | كل 6–10 دقائق، (يعمل من ساعات الصباح الباكرة وحتى الساعات الليل المتأخرة)                       | ~ 28 دقيقة          |
| الخط البرتقالي | קו 5  | 10 كم      | ياغور، نيشر، حيفا                   | 2022     | محطة ياغور – ملعب نيشر – تشيك بوست – جسر باز – الحليصة – سوق تلبيوت – هدار والعكس (خط دائري) | 32 محطة     | كل 7–10 دقائق (لا خدمة ليلية أو يوم السبت)                                                      | ~ 24 دقيقة          |
| الخط البرتقالي | קו 5א | 14 كم      | ياغور، نيشر، حيفا                   | 2022     | محطة ياغور – ملعب نيشر – تشيك بوست – جسر باز – المدينة التحتى – مستشفى رمبام – محطة قطار بات غاليم | 23 محطة     | كل 20–30 دقيقة (يعمل فقط من بداية السبت وحتى نهايته، لا خدمة ليلية)                             | ~ 32 دقيقة          |